# Aaron Chorin
Aaron Chorin est un rabbin hongrois, né le 3 août 1766 à Mährisch Weisskirchen en margraviat de Moravie et décédé le 24 août 1844 à Arad à l'époque en Hongrie (maintenant en Roumanie).

## Biographie
À l'âge de quatorze ans, il étudie à la Yechiva du rabbin  Jérémie à Mattersdorf en Hongrie (maintenant Mattersburg en Autriche), et deux ans plus tard à la Haute école talmudique de Prague, dirigée par Yehezqel Landau. Il y apprend aussi l'allemand. 
Le 26 décembre 1783, Chorin se marie et se lance dans le commerce, mais ses affaires ne décollent pas et il accepte un poste de rabbin à Arad au printemps 1789, poste qu'il va occuper jusqu'à sa mort.

### Sa première œuvre
En 1798, Chorin publie son premier pamphlet, Imre No'am (Mots d'amabilité), dans lequel il soutient que l'esturgeon a des écailles et est donc autorisé selon les textes sacrés. Son opinion, bien que partagée par Yehezqel Landau et d'autres autorités rabbiniques, est sévèrement critiquée par Mordekhaï Benet et ses partisans. Le rabbin Isaac Krieshaber de Paks réfute Chorin dans son Maḳḳel No'am (Direction d'amabilité), qui conduit ce dernier à écrire un second pamphlet Shiryon Ḳasḳassim (Cotte de mailles), publié à Prague en 1799.
En raison de son opposition déterminée aux rites traditionnels en Hongrie, Chorin s'attire l'hostilité de la plupart de ses collègues. Au printemps 1802, il effectue un voyage dans le comitat de Somogy, où ses sermons font une grande impression à son auditoire juif. Il se persuade alors devenir le futur rabbin de ce comitat, et sur la page de titres d'un pamphlet qu'il publie, il en endosse le titre. Moses Lakenbacher, le président de la communauté juive de Gross-Kanizsa (maintenant: Nagykanizsa), un homme riche et influent, promet d'apporter son support à Chorin pour son élection, mais quand il prend conscience de la forte opposition des conservateurs à l'encontre du réformateur, il se retourne contre lui. 

### Son opposition aux orthodoxes
En 1803, Chorin publie à Prague Emeḳ ha-Shaweh (Vallée de la plaine), une œuvre divisée en trois parties. La première et la plus importante, "Rosh Amanah" (Principe de la foi), dans laquelle il reconnait aux guides spirituels la possibilité de modifier les lois afin de les adapter à la période dans laquelle ils vivent. Son texte conduit à une opposition plus radicale à son égard. Chorin étudie les treize articles de Moïse Maïmonide sur la foi et montre dans son analyse des connaissances rares chez ses contemporains hongrois. Après la Halakha, Chorin interprète la Haggada de façon philosophique. Il applique aussi sa méthode au Zohar, qu'il considère, n'étant pas mystique, comme une riche source de connaissances spéculatives. Son approche est une étude théorique ou intuitive, et non pratique de la Kabbale, dont il considère la croyance en contradiction avec la raison. 
Malgré l'approbation du rabbin Moses Münz (1750-1831) et un poème dithyrambique en hébreu du rabbin Moses Kunitz (1774-1837) imprimés au début du livre, celui-ci est violemment attaqué par les rabbins orthodoxes qui empêche la réimpression du livre que Chorin avait préparée avec de nombreuses corrections et additions. 
Mordekhaï Benet écrit à la communauté juive d'Arad que le livre contient des hérésies et doit être brulé. Cependant la communauté d'Arad dans sa grande majorité soutient son rabbin, et seuls quelques membres prennent position pour Benet, allant même jusqu'à insulter Chorin lors de ses sermons. Le bureau de la communauté s'adresse alors à Moses Münz pour confirmer que le livre ne contient aucune hérésie. Münz se trouve face à un grand dilemme: il a donné son approbation à l'auteur, mais il est pressé par les orthodoxes à condamner Chorin et à lui infliger une punition exemplaire.     

### La condamnation
Münz décide le 1er septembre 1805 d'inviter deux rabbins à Alt-Ofen (maintenant le 3e arrondissement de Budapest) pour former avec lui un tribunal devant lequel Chorin est sommé à comparaitre. L'audience de la cour se prolonge le jour suivant, mais Münz décide de ne pas se présenter. La sentence est donc prononcée en l'absence de Münz par Samuel Butschowitz, rabbin d'Aszód: Chorin doit se rétracter et renier le contenu de son livre. Dans le cas contraire, sa barbe sera coupée comme punition de ses transgressions hérétiques.  
Là-dessus, Chorin, conspué par la population dans la cour de la synagogue, décide d'obtempérer, d'accepter les positions des théologiens de son époque et décide que son livre soit interdit. La cour décide en plus une réduction du salaire de Chorin, mais le bureau de sa communauté rejette avec indignation ce décret. Chorin fait alors appel au gouvernement impérial, qui le 24 juin 1806, annule le jugement et condamne ses adversaires à Arad au paiement des frais de justice. Chorin annonce qu'il pardonne à ses adversaires et décline le paiement de ses dépenses. Pour éviter tout trouble future, il décide d'arrêter provisoirement d'écrire.  

### Son attitude à l'égard de la Réforme
Le mouvement de la Réforme parmi les Juifs de Hambourg reçoit son approbation sans réserve. Dans Ḳin'at ha-Emet (Le zèle pour la vérité), un document écrit le 7 avril 1818 et publié dans la collection Nogah ha-Ẓedeḳ (La lumière de la justice), il se déclare en faveur des réformes telles que la prière en allemand, l'utilisation de l'orgue et d'autres modifications liturgiques. Les principales prières, le Chema et les dix-huit bénédictions doivent cependant rester dites en hébreu, car il déclare que ce langage garde vivant la croyance en la restauration d'Israël. Il plaide aussi pour l'ouverture de la synagogue pour des offices journaliers. Influencé par Moses Münz, Chorin retire son article le 19 février 1819, mais un an plus tard, il publie Dabar be-'Itto (Un mot dans son temps) dans lequel il réaffirme ses positions exprimées dans Ḳin'at ha-Emet et plaide fermement pour le droit de la Réforme. Une traduction en allemand par Löb Herzfeld est publiée à Vienne, attirant sur lui l'attention du parti progressiste en Allemagne et en Autriche. Michael Lazar Biedermann (1769–1843), un homme important de la communauté juive viennoise, propose la nomination de Chorin comme rabbin pour la nouvelle synagogue qui va être érigée à Vienne, mais le gouvernement s'y oppose, et Isaak Mannheimer sera nommé à la place.   

### Conseil pour le Grand-duché de Bade
Le gouvernement du grand-duché de Bade demande à Chorin, par l'intermédiaire du banquier Salomon von Haber, son opinion sur la fonction de rabbin, ainsi que sur les réformes dans les communautés juives des différents pays de l'empire autrichien. Chorin répond en écrivant Igereth Elassaph oder, Sendschreiben eines afrikanischen Rabbi an seinen Collegen in Europa (Lettres d'un rabbin africain à ses collègues en Europe), qui est publié à Prague en 1826 par Moses Israel Landau. 
Dans son livre, il indique que la Torah contient des vérités religieuses et des lois religieuses, dont certaines ne sont applicables qu'en Palestine, et d'autres obligatoires partout. Elles peuvent être temporairement suspendues, mais non entièrement abolies, par une autorité compétente, tel qu'un synode. Seules les ordonnances et les lois conservatoires qui sont d'origine humaine peuvent être abrogées en fonction des circonstances. Par contre en ce qui concerne les Minhagim, les coutumes et usages, le gouvernement, après avoir consulté les hommes de savoir juifs, peut les modifier ou les abolir, mais il ne doit dans aucun autre cas interférer dans les affaires religieuses. Chorin plaide aussi pour l'établissement de consistoires, d'écoles juives, d'un séminaire théologique et pour la promotion de l'agriculture et des professions manuelles parmi les Juifs. 
Il applique certaines de ses idées à sa propre communauté, qui comprend un grand nombre de d'ouvriers. Il réussit à fonder une école et introduit des réformes liturgiques dans la synagogue. Un orgue y est installé à sa demande. Il autorise aussi la consommation de riz et de féculent pendant la fête de Pessa'h.      
Chorin restera toujours partisan d'un synode pouvant réguler et modifier les lois juives et les coutumes. Dans son Treue Bote publié en 1831 à Prague, il se déclare contre le transfert du Chabbat le dimanche, mais exprime l'opinion qu'en raison des exigences  actuelles de l'époque, des synodes devraient atténuer la sévérité des lois chabbatiques, principalement en ce qui concerne les voyages et l'écriture.  
Dans un autre traité, Hillel, qui parait en 1835 à Buda, il interprète les promesses prophétiques concernant la réunification d'Israël pour signifier l'importance de l'établissement d'une autorité suprême religieuse à Jérusalem. Hillel, écrit sous forme de dialogue, ainsi que d'autres contributions sont publiés dans le quatrième volume de Bikkure ha-'Ittim, publication annuelle éditée à Vienne par Shalom Cohen. En 1819 il écrit Abaḳ Sofer (La poussière d'un écrivain), publié par M. I. Landau à Prague en 1828, qui contient des commentaires sur Yoreh De'ah, Eben ha-'Ezer, les phylactères, un exposé sur les Proverbes et deux énigmes. 
Dans son Yeled Zeḳunim (Un enfant âgé), édité à Vienne en 1839, en partie en hébreu et en partie en allemand, il se fait de nouveau l'avocat pour des réformes pratiques concernant les voyages en chemin de fer le Chabbat et les jours de fête, la diminution des sept jours de deuil, l'utilisation de l'orgue, etc. et donne un court résumé de sa vie. Son biographe, Leopold Löw (1811-1875) écrit l'introduction du livre.   
À la suite de l'affaire de Damas en 1840, Chorin republie l'apologie écrite en 1753 par Joseph von Sonnenfels, dans laquelle l'auteur prouve la fausseté des accusations de meurtre rituel. Chorin ajoute une introduction et Löw une notice biographique. 
Le 26 juillet 1844, quelques semaines avant de mourir, il écrit de son lit de malade, une déclaration exprimant son accord total avec la conférence rabbinique de Brunswick, et le 11 aout, il envoie un mémoire à la conférence des rabbins hongrois à  Paks.
Chorin jusqu'à la fin de sa vie a pris une part active pour l'émancipation des Juifs et a été très influent auprès des autorités étatiques. Son petit-fils Franz Chorin, sera  un député hongrois.